# 렉스 리
렉스 리(Rex Lee, 1969년 1월 7일 ~ )는 미국의 배우이다. 《안투라지》에서 로이드 리 역할로 잘 알려져 있다.

## 출연 작품

### 텔레비전
- 안투라지 (2005-11)
- 서버가토리 (2011-13)
- 영 앤 헝그리 (2014-18)

### 영화
- 셰이즈 오브 레이 (2008, Shades of Ray)
- 썸원 아이 유즈드 투 노 (2013, Someone I Used to Know)
- 안투라지 (2015)
- 더 나은 선택 (2015, Advantageous)
- 걸 온 디 엣지 (2015, Girl on the Edge)
- 레몬 (2017, Lemon)